# 兴华镇 (青冈县)
兴华镇，是中华人民共和国黑龙江省绥化市青冈县下辖的一个行政建制镇。

## 行政区划
兴华镇下辖以下地区：
兴华村、通泉村、双兴村、双立村、双华村、通河村、庆平村、胜利村、安乐村、平新村、合新村和二场村。